# Диоксид триуглерода
Диокси́д триуглеро́да (1,3-диоксопропадиен, субоксид углерода, недоокись углерода, трикарбодиоксид) С3О2 — органическое соединение, бесцветный ядовитый газ (при нормальных условиях) с резким, удушливым запахом, легко полимеризующийся в обычных условиях с образованием продукта, нерастворимого в воде, жёлтого, красного или фиолетового цвета.

## Молекула
Молекула С3О2 имеет линейное строение О=С=С=С=О с длиной связи С=С 130 пм и С=О 120 пм.

## Химические свойства
Диоксид триуглерода является внутренним ангидридом малоновой кислоты — при взаимодействии с водой в течение 1 часа количественно даёт малоновую кислоту:
{\displaystyle {\mathsf {O{\text{=}}C{\text{=}}C{\text{=}}C{\text{=}}O+2H_{2}O\rightarrow HOOC{\text{-}}CH_{2}{\text{-}}COOH}}}
По остальным свойствам он также сходен с кетенами из-за алленообразного строения молекулы — легко реагирует с нуклеофилами с образованием производных малоновой кислоты. Реакция проходит через образование енолов (нуклеофильное присоединение по карбонильной группе):
{\displaystyle {\mathsf {O{\text{=}}C{\text{=}}C{\text{=}}C{\text{=}}O+HX\rightarrow HO(X)C{\text{=}}C{\text{=}}C(X)OH\rightarrow X(O)C{\text{-}}CH_{2}{\text{-}}C(O)X,\ \ X=Hal,OH,OR,OCOR,NH_{2},NHR,NR_{2},CN,SH,SR}}}
Полимеризуется при сжижении или хранении при давлении выше 100 мм рт.ст. в красный полимер. Полимеризация ускоряется в присутствии пентаоксида фосфора.

## Получение
Получают С3О2 пиролизом ангидрида диацетилвинной кислоты, дегидратацией малоновой кислоты или её эфиров, например, фосфорным ангидридом, и другими методами:
{\displaystyle {\mathsf {CH_{2}(COOH)_{2}+P_{2}O_{5}\rightarrow H_{4}P_{2}O_{7}+C_{3}O_{2}\uparrow }}}

## Биохимическое значение

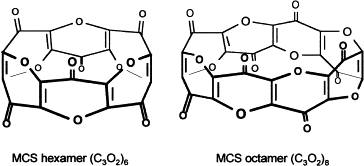
Обнаруженные в организме 6- и 8-членные макроциклические полимеры недокиси углерода являются эндогенными дигоксиноподобными соединениями, ингибиторами Na+/K±АТФ-азы, кальций-зависимой АТФ-азы, эндогенными натриуретиками, антиоксидантами и антигипертензивными веществами

Диоксид триуглерода может образовываться в малых количествах как побочный продукт во всех биохимических процессах, в которых обычно образуется окись углерода (CO), в частности при окислении гема ферментом гемоксигеназой. Кроме того, диоксид триуглерода в организме может также образовываться из малоновой кислоты, внутренним ангидридом которой он является. Показано, что в организме диоксид триуглерода способен полимеризоваться в макроциклические структуры вида (C3O2)n (в основном (C3O2)6 и (C3O2)8), причём эти макроциклические соединения обладают дигоксин-подобной активностью, способностью угнетать активность Na+/K+-АТФ-азы и кальций-зависимой АТФ-азы и натрийуретической активностью и, очевидно, являются эндогенными аналогами дигоксина и уабаина в клетках животных и эндогенными регуляторами функции Na+/K+-АТФ-азы и натрийуреза, а также эндогенными антигипертензивными веществами. Кроме того, этим макроциклическим соединениям диоксида триуглерода приписывают также способность защищать клетки от свободнорадикального повреждения и оксидативного стресса (что логично, учитывая «недоокисленность» углерода в них) и роль эндогенной противоопухолевой защиты, в частности, в подвергающихся высокой степени воздействия оксидативного стресса светочувствительных клетках сетчатки глаза.